# Sonic Boom (album)
Sonic Boom – dziewiętnasty album studyjny amerykańskiej grupy rockowej KISS wydany 6 października 2009 roku. Jest to pierwsza płyta studyjna zespołu od 11 lat, a także debiut wokalny gitarzysty solowego Tommy’ego Thayera. Okładkę do albumu stworzył Michael Doret, który współpracował już wcześniej z zespołem w 1976 roku.

## Utwory
| Lp. | Tytuł                         | Czas | Autor                          | Wokal prowadzący |
| --- | ----------------------------- | ---- | ------------------------------ | ---------------- |
| 1.  | Modern Day Delilah            | 3:37 | Paul Stanley                   | Paul Stanley     |
| 2.  | Russian Roulette              | 4:32 | Gene Simmons                   | Gene Simmons     |
| 3.  | Never Enough                  | 3:26 | Stanley, Simmons, Tommy Thayer | Paul Stanley     |
| 4.  | Yes I Know (Nobody's Perfect) | 3:02 | Simmons, Stanley               | Gene Simmons     |
| 5.  | Stand                         | 4:50 | Stanley                        | Paul Stanley     |
| 6.  | Hot & Cold                    | 3:36 | Stanley                        | Gene Simmons     |
| 7.  | All For The Glory             | 3:49 | Simmons, Thayer                | Eric Singer      |
| 8.  | Danger Us                     | 4:22 | Simmons, Eric Singer           | Paul Stanley     |
| 9.  | I'm An Animal                 | 3:47 | Stanley                        | Gene Simmons     |
| 10. | When Lightning Strikes        | 3:45 | Stanley, Simmons, Thayer       | Tommy Thayer     |
| 11. | Say Yeah!                     | 4:27 | Simmons, Stanley, Singer       | Paul Stanley     |

## Skład zespołu
- Paul Stanley – wokal prowadzący (1, 3, 5, 8, 11), chórki, gitara rytmiczna
- Gene Simmons – wokal prowadzący (2, 4, 6, 9), chórki, gitara basowa
- Tommy Thayer – wokal prowadzący (10), chórki, gitara solowa
- Eric Singer – wokal prowadzący (7), chórki, perkusja